# Ibn Dżarir
Ibn Dżarir (arab. ‏ابن جرير‎, Ibn Ǧarīr; fr. Ben Guerir) – miasto w zachodnim Maroku, w regionie Marrakesz-Safi, siedziba administracyjna prowincji Ar-Rahamina. W 2024 roku liczyło ok. 114,9 tys. mieszkańców. Ważny ośrodek eksploatacji fosforytów. Na południe od miasta znajduje się baza lotnicza Marokańskich Królewskich Sił Powietrznych. W Ibn Dżarir urodziła się lekkoatletka Sofia Ennaoui.